# Valentin Emil Mușat
Valentin Emil Mușat (n. 2 noiembrie 1955, Vălenii de Munte, România) este un scriitor român contemporan.

## Biografie
A absolvit în 1974 Colegiul Național ,,Nicolae Iorga" din Vălenii de Munte și în 1982 Facultatea de Limba și Literatura Română (română-franceză) a Universității  București. A debutat în 1969 în revista ecoul a Colegiul Național „Nicolae Iorga” editată de scriitorii Valeriu Sârbu și Miron Radu Paraschivescu. A participat între 1970-1973 la taberele naționale de creație literară și de artă plastică de la Gâlma, Păușa și Costinești coordonate de Tudor Opriș, fiind  inclus în antologiile Excelsior. A publicat în Preludiu, Amfiteatru, Luceafărul, Limba și literatura română, Orizont, Cronica, Litere, Caiete critice, Flacăra, Tribuna învățământului, Gazeta de Transilvania, Al cincilea anotimp, Revista nouă, Adevărul literar și artistic, Ararat, Atitudini,Leviathan ș.a.
A  fost membru al Cenaclului „Junimea” al Facultății de Limba și Literatura Română a Universității din București și al Cenaclului de Luni condus de Nicolae Manolescu. Destinul cultural i-a fost marcat de colaborarea cu profesorii și scriitorii Valeriu Sârbu , Ovid S.Crohmălniceanu , Mircea Martin, Silviu Angelescu, Petre Nicolau, Mircea Nedelciu, Viorel Știrbu, Dumitru Radu Popescu.
Redactor-șef al revistei literare „Accent” apărută la Vălenii de Munte din inițiativa scriitorului Valeriu Sârbu sub egida Uniunii Scriitorilor din România (1998).
Coordonatorul ziarului,, Vălenii de Munte-Supliment cultural "(martie 2023)
A fost laureat al primei ediții a Festivalului de poezie și muzică folk „Miron Radu Paraschivescu” (1976) și a obținut premii literare la Festivalul  „Moștenirea Văcăreștilor” de la Târgoviște (1970-1974).
Din 1982 este profesor de limba și literatura română la Colegiul Național ,,Nicolae Iorga" din Vălenii de Munte. I s-a acordat Diploma ,,Gheorghe Lazăr" și Ordinul Meritul pentru Învățământ în grad de ofițer.
Membru titular al Uniunii Scriitorilor din România .
În 2015 susține teza de doctorat Imaginile mito-poetice și funcția lor ordonatoare în cultura orală tradițională română coordonată de prof. univ. dr. Silviu Angelescu în cadrul Institutului de Etnografie și Folclor „Constantin Brăiloiu” al Academiei Române.

## Opera literară

### Poezii
1. poet de formula unu, Editura „Viitorul Românesc”,București,1998,postfață de Mircea Martin
2. în căutarea titlului pierdut, Editura „Viitorul Românesc” ,București,2004,prefață de Dumitru Radu Popescu
3. anatomia singurătății, Editura „Premier”,Ploiești,2007
4. taxe , impozite,vămi, Editura Verus ,București , 2010
5. anamneze ,Editura Leviathan,București,2023 ,prefață de Costin Tuchilă

### Studii de etnologie și folclor
1. Lumea de dincolo, Editura Total Publishing, București, 2018, prefață de Silviu Angelescu

### Colaborări, volume colective
1. Parodie/negation et/ou continuite´: Tristan Tzara et…Gustave Flaubert,în EURESIS,1-2, L´ Avant-garde roumaine et son contexte europeen ,Edition UNIVERS,Bucarest ,1994
2. Une styloscopie de la prose de Mircea Nedelciu, în EURESIS,1-2, Le postmodernisme dans la culture roumaine,E dition UNIVERS, Bucarest, 1995
3. Sexualitatea în literatură, în Sexualitatea umană și sănătatea, Editura Tehnică, 2000, București
4. C.Negruzzi, Mateiu I. Caragiale, în Prozatori români, Editura Novelnet, Ploiești, 2004 
5. Eugen Simion 80, Editura Tracus Arte, București, 2013
6. Monografia Colegiului Național „Nicolae Iorga”, Vălenii de Munte, Editura Verus, București, 2010
7. Doctus cum  libro , în „Petre Gheorghe Bârlea, Liber Amicorum”, Editura Bibliotheca, Târgoviște, 2018, p.101 și Ecartul imaginal în același volum, p.227

### Studii și articole(selectiv)
1. Aspecte ale geneticii textuale în comediile lui I.L.Caragiale, în al cincilea anotimp, Oradea,998            
2. Drumul și oglinda. Motive lirice în poezia lui Blaga, în Adevărul literar și artistic, 23 mai 2000
3. Palimpsestul identității, în Adevărul literar și artistic, 9 ianuarie 2001
4. Un debut liric cu implicații epice , în Gazeta de Transilvania, 8 ianuarie 2006
5. Un poet pentru al nouălea cer, în Cronica, februarie 2006
6. O antologie a literaturii vălenare, în Vălenii (numerele din 2007-2008)
7. Fiziologia editorului, în Accent, nr. III, 1999
8. Cauza oricărui ecou, în Caiete critice,nr. 9/2011
9. O carte ce trebuie continuată: Lucian Avramescu - „Despre singurătate”, A.M.Press, 23 iunie 2018 și în Ziarul Prahova, 25 iunie 2018